# Amolops cremnobatus
Espèce
Statut de conservation UICN

 LC  : Préoccupation mineure
Amolops cremnobatus est une espèce d'amphibiens de la famille des Ranidae.

## Répartition
Cette espèce se rencontre entre 200 et 1 300 m d'altitude :
- dans le centre du Laos dans les provinces de Borikhamxay et de Khammouane ;
- dans le centre du Viêt Nam dans les provinces de Quảng Bình, de Thanh Hóa, de Hà Tĩnh et de Nghệ An.

## Description
Amolops cremnobatus mesure de 32 à 34 mm pour les mâles. Son dos est brun jaunâtre.

## Étymologie
Le nom spécifique cremnobatus vient du grec kremnobates, habitant des lieux escarpés, en référence à la chute abrupte où cette espèce a été découverte.

## Publication originale
- Inger & Kottelat, 1998 : A new species of ranid frog from Laos. Raffles Bulletin of Zoology, Singapore, vol. 46, no 1, p. 29-34 (texte intégral).